# Corticiaceae
Famille
Les Corticiaceae sont une famille de champignons Agaricomycetes de l'ordre des Corticiales. Le nom Corticiaceae est encore parfois utilisé dans ce sens large (sensu lato), mais il a généralement été remplacé par le terme champignons corticioïdes ou résupinés. Cette famille incluait autrefois  presque tous les champignon dit corticioïde, ou en forme de croûte, qu'ils soient liés entre eux ou non, et comme telle, ce fut une famille artificielle mal définie.

## Systématique

### Historique
C'est en 1910 que le mycologue allemand Wilhelm Franz Gustav Herter publié le premier sur les Corticiaceae avec l'intention d'accueillir les espèces d'hyménomycètes qui produisent des sporophores résupinés, et ayant des hyménophores plus ou moins lisses.
Depuis, cette définition vague et superficielle a couvert une large gamme de champignons sans rapport entre eux, la famille des Corticiaceae qui, largement adoptées a été largement reconnu comme un regroupement artificiel. En effet, dans une analyse de la famille en 1964, on a considéré  les  Corticiaceae comme un bon exemple de la façon dont peut être traité un taxon artificiel extrême,
.
Dans ce sens élargi, les limites de la famille Corticiaceae n'ont donc jamais été clairement définies. Elle a parfois été séparée de celle des Stereaceae, une famille dans laquelle les sporophores ont tendance à former des hymenophores,, mais souvent ces deux familles étaient artificiellement unies. Dans ce sens unifié, les Corticiaceae vont certainement inclure les genres et espèces traitées selon les normes, où il a été reconnu que la famille n'était pas un taxon naturel, mais un assemblage de genres avec des habitats similaires.Si l'on avait ajouté les espèces non européennes, cela aurait signifié que les Corticiaceae allaient éventuellement s'élargir pour inclure les 200 nouveaux genres du monde entier.

### Classification classique
Le nom Corticiaceae est encore parfois utilisé dans ce sens large (sensu lato), mais il a généralement été remplacé par le terme champignons corticioïdes
.
La famille contient environ 27 genres et plus d'une centaine d'espèces.

### Nom scientifique
Paxilus involutus ((Batsch) Fries 1838)

### Classification phylogénétique
La recherche moléculaire, basée sur les analyses cladistiques des séquences d'ADN, a limité la famille des Corticiaceae dans un sens strict (sensus stricto) à un groupe relativement restreint de genres au sein des Corticiales. La famille, cependant, demeure indéfinie. En 2007, on l'a traitée comme synonyme d'un ordre, mais la résurrection des familles Punctulariaceae et Vuilleminiaceae au sein des Corticiales qui ont maintenant quittés les Corticiaceae qui reste malgré tout un taxon poubelle pour le reste des genres.

## Habitat
La majorité des espèces des Corticiaceae sont saprotrophes du bois pourri, formant  des basidiocarpes typiquement corticioïdes sur la face inférieure des branches mortes toujours attachées et moins fréquemment sur le bois au sol. Plusieurs espèces sont des parasites des lichens, de graminées ou autres plantes. Giulia tenuis est une pycnidiale anamorphe croissans sur le bambou.
L'anomalie de l'espèce d'agaric, Marchandiomphalina foliacea, est lichénisées.
Ils ont une distribution cosmopolite.

## Taxinomie de la famille desCorticiaceae
- genre Acantholichen
  - Acantholichen pannarioides
- genre Ambivina
  - Ambivina filobasidia
- genre Amylobasidium
  - Amylobasidium tsugae
- genre Corticirama
  - Corticirama berchtesgadensis
  - Corticirama petrakii
- genre Corticium
  - 36 espèces
- genre Cytidia
  - 6 espèces
- genre Dendrocorticium
  - Dendrocorticium piceinum
  - Dendrocorticium polygonioides
  - Dendrocorticium violaceum
- genre Dendrodontia
  - Dendrodontia bicolor
- genre Dendrophysellum
  - Dendrophysellum amurense
- genre Dendrothele
  - 38 espèces
- genre Erythricium
  - Erythricium chaparralum
  - Erythricium hypnophilum
  - Erythricium laetum
- genre Galzinia
  - 9 espèces
- genre Hemmesomyces
  - Hemmesomyces puauluensis
- genre Kurtia
  - Kurtia argillacea
  - Kurtia delosia
  - Kurtia gallica
  - Kurtia modesta
  - Kurtia modestissima
  - Kurtia purusata
- genre Laetisaria
  - Laetisaria agaves
  - Laetisaria arvalis
  - Laetisaria fuciformis
- genre Leptocorticium
  - cinq espèces
- genre Licrostroma
  - Licrostroma subgiganteum
- genre Limonomyces
  - Limonomyces culmigenus
  - Limonomyces roseipellis
- genre Marchandiobasidium
  - Marchandiobasidium aurantiacum
- genre Marchandiomphalina
  - Marchandiomphalina foliacea
- genre Marchandiomyces
  - cinq espèces
- genre Melzerodontia
  - Melzerodontia aculeata
  - Melzerodontia rasilis
  - Melzerodontia udamentiens
- genre Michenera
  - Michenera artocreas
- genre Mutatoderma
  - Mutatoderma brunneocontextum
  - Mutatoderma heterocystidiatum
  - Mutatoderma mutatum
  - Mutatoderma populneum
- genre Nothocorticium
  - Nothocorticium patagonicum
- genre Papyrodiscus
  - Papyrodiscus ferrugineus
- genre Ripexicium
  - Ripexicium spinuliferum
- genre Tretopileus
  - Tretopileus indicus
  - Tretopileus opuntiae
  - Tretopileus sphaerophorus
- genre Waitea
  - Waitea circinata
  - Waitea nuda